# Nationaler Klimaschutzbeitrag
Der Nationale Klimaschutzbeitrag, häufig nur kurz Klimabeitrag oder umgangssprachlich Kohleabgabe genannt, war eine im Jahr 2015 vom Bundesministerium für Wirtschaft und Energie (BMWi) unter Führung von Minister Sigmar Gabriel (SPD) geplante Zusatzabgabe auf CO2-Emissionen von Kraftwerken in Deutschland, die ab 2017 fällig werden sollte. Der Beitrag sollte zwar grundsätzlich für alle Kraftwerke gelten, war aber so ausgestaltet, dass effektiv vor allem ältere Kohlekraftwerke, insbesondere Braunkohlekraftwerke, getroffen worden wären.
Der Vorschlag für den Nationalen Klimaschutzbeitrag wurde nach wochenlanger kontroverser Diskussion vor allem aufgrund des Widerstandes von Gewerkschaften, Versorgern und Wirtschaftspolitikern im Juli 2015 zurückgezogen. Stattdessen sollten insgesamt acht Blöcke von Kohlekraftwerken vorübergehend für vier Jahre in eine Sicherheitsbereitschaft ausgelagert und anschließend endgültig stillgelegt werden, wofür die Kraftwerksbetreiber eine Vergütung von 1,6 Milliarden Euro erhalten sollten.

## Ziele des Konzepts
Die Einführung des Nationalen Klimaschutzbeitrags hatte mehrere Ziele:
Primäres Ziel war die Reduktion des CO2-Ausstosses in Deutschland, um so die Klimaschutzziele der Bundesregierung für das Jahr 2020 zu erreichen.
Ein gewünschter Nebeneffekt war die Verbesserung der Wirtschaftlichkeit von Gaskraftwerken, um so eine drohende Stilllegung dieser flexiblen Anlagen abzuwenden. So sollte der Klimaschutzbeitrag in Kombination mit der Strategischen Kapazitätsreserve und anderen Maßnahmen für den Strommarkt auch dazu beitragen, die notwendige Reserveleistung im Netz und somit die Versorgungssicherheit in Deutschland aufrechtzuerhalten, so dass kein sogenannter Kapazitätsmarkt benötigt würde.

## Geschichte
Hintergrund für die Forderung nach dem Klimabeitrag war einerseits die 2014 gereifte Erkenntnis, dass Deutschland ohne zusätzliche Anstrengungen voraussichtlich die von der Bundesregierung angekündigten CO2-Einsparziele für das Jahr 2020 nicht erreichen würde und andererseits das Eingeständnis, dass sich der eigentlich als zentrales Instrument für die CO2-Reduktion gedachte EU-Emissionszertifikatehandel (ETS) als weitgehend unwirksam herausgestellt hat, dort dringend notwendige Reformen aber nicht rechtzeitig bis 2020 greifen würden. So entstand im BMWi der Plan, für die Übergangszeit bis zur Reform des ETS ein zusätzliches Instrument auf nationaler Ebene zu schaffen, ähnlich wie dies andere Staaten der EU bereits getan hatten.
Ab Ende 2014 wurde das Konzept vom BMWi unter Führung des Staatssekretärs Rainer Baake (Grüne) im Detail erarbeitet, wobei das Ministerium vom Öko-Institut und Prognos beraten und mit Simulationsrechnungen zu den voraussichtlichen Auswirkungen auf den Strommarkt unterstützt wurde.
Mitte März 2014 stellte das BMWi den Klimabeitrag als eine von mehreren geplanten Maßnahmen zur Umgestaltung des deutschen Strommarktes in einem Eckpunktepapier erstmals der Öffentlichkeit vor.
Die Reaktionen waren kontrovers (siehe unten): Während die Unterstützer der erneuerbaren Energien, Umweltpolitiker und -organisationen die Pläne mehrheitlich begrüßten und teils sogar noch radikalere Maßnahmen forderten, kam teils heftige Kritik von den Kohlekraftwerksbetreibern, der Industrie und den Gewerkschaften sowie aus dem wirtschaftspolitischen Flügel der SPD und CDU/CSU auf Bundesebene und in den betroffenen Bundesländern.
Um die kritischen Fragen zu adressieren, veröffentlichte das BMWi in den Tagen und Wochen nach der Bekanntgabe der Pläne zusätzliche Hintergrundinformationen zur Wirkungsweise des Klimabeitrages, Staatsminister Baake bezeichnete in einem Interview die Befürchtungen der Kritiker als unbegründet. Minister Gabriel nahm am 26. März 2015 in einer Aktuellen Stunde im Bundestag zu den Fragen Stellung. Am 27. März 2015 traf sich Gabriel mit den Energie- und Wirtschaftsministern der betroffenen Länder. Gabriel beharrte grundsätzlich auf der Notwendigkeit des Klimabeitrages, bot aber als Kompromiss an, die Höhe des Beitrages an die Großhandelspreise für Strom zu koppeln, um die Kraftwerksbetreiber nicht mehr zu belasten als nötig. Am 13. April lieferte das BMWi eine schriftliche Antwort auf Fragen der CDU/CSU-Fraktion im Deutschen Bundestag zum Konzept.
Ihren Höhepunkt erreichte die Kontroverse um den Klimabeitrag am 25. April 2015, als Befürworter und Gegner des Klimabeitrages zeitgleich Demonstrationen durchführten: Am Tagebau Garzweiler bildeten 6.000 Demonstranten der Anti-Kohlekraft-Bewegung eine Menschenkette und forderten einen Kohleausstieg. Gleichzeitig fand in Berlin eine von den Gewerkschaften organisierte Kundgebung statt, an der 15.000 Beschäftigte der Braunkohleindustrie, Unternehmensvertreter sowie Landes- und Kommunalpolitiker teilnahmen.
Am 19. Mai 2015 bezeichnete Bundeskanzlerin Angela Merkel die Klimaabgabe als „eine Möglichkeit“, das CO2-Einsparziel zu erreichen, deutete somit bereits an, dass auch andere Lösungen in Frage kommen könnten.
Mitte Juni 2015 wurde von verschiedenen Medien gemeldet, die Klimaabgabe sei „vom Tisch“. Im Gegenzug hätten die Kohlekraftwerksbetreiber in Verhandlungen angeboten, gegen Zahlung einer Entschädigung Kohlekraftwerksblöcke vom Netz zu nehmen. Am 24. Juni 2015 dementierte das BMWi eine solche Vereinbarung und bestätigte lediglich laufende Gespräche zum Thema.

## Funktionsweise
Der Plan sah vor, dass jeder Kraftwerksblock nach Überschreitung eines Freibetrages für darüber hinaus gehenden CO2-Emissionen eine Zusatzabgabe entrichten muss. Die Abgabe sollte in Form von CO2-Zertifikaten erfolgen. Die zusätzlichen Zertifikate müssten am Markt eingekauft und dem Staat überschrieben werden, der sie anschließend gelöscht hätte. Der Freibetrag sollte mit dem Alter des Blockes abnehmen; während Blöcke, die jünger als 20 Jahre sind, einen unbegrenzten Freibetrag genossen hätten, also effektiv vom Klimabeitrag ausgenommen wären, reduziert sich der Freibetrag ab 20 Jahren linear bis auf einen Sockelbetrag, der ab einem Alter von 40 Jahren erreicht wird.
Obwohl die Abgabe grundsätzlich nicht auf bestimmte Kraftwerkstypen oder Brennstoffarten beschränkt, also „technologie- und brennstoffneutral“ angelegt sein sollte, hätte sie de facto voraussichtlich nur Kohlekraftwerke, insbesondere Braunkohlekraftwerke, getroffen. Dies wäre durch die Höhe des Freibetrages erreicht worden, der so bemessen sein sollte, dass er von Kraftwerken mit hohem spezifischem CO2-Ausstoß (Ergebnis von Wirkungsgrad, Heizwert und H:C-Verhältnis des Brennstoffes) bereits nach einer entsprechend niedrigen Betriebsstundenzahl überschritten worden wäre. Während beispielsweise GuD-Kraftwerke aufgrund ihres niedrigen spezifischen CO2-Ausstoßes und ihres üblichen Einsatzregimes (Mittel- bis Spitzenlast) den Freibetrag selbst bei einem hohen Alter voraussichtlich nie ausgeschöpft hätten, hätte ein typischer, alter Braunkohlekraftwerksblock den jährlichen Freibetrag bereits nach wenigen Tausend Betriebsstunden (also in der Grundlast nach wenigen Monaten) erreicht. Da ab hier die Zusatzabgabe fällig geworden wären, hätten sich die variablen Kosten des Blockes erhöht, wodurch er in der Merit-Order nach hinten gerutscht wäre, was dazu geführt hätte, dass er deutlich seltener, nur noch in Zeiten mit entsprechend höheren Strompreisen, zum Einsatz gekommen wäre. Im Gegenzug wären Kraftwerke mit niedrigeren spezifischen CO2-Emissionen, die ihren Freibetrag noch nicht ausgeschöpft haben, in der Merit-Order vorgerückt; ihre Betriebsstundenzahl hätte sich entsprechend erhöht. In Summe würde bei gleicher Stromproduktion spezifisch weniger CO2 emittiert.
Da die Zusatzabgabe in Form von ETS-Zertifikaten zu entrichten sein sollte, wäre der Nationale Klimabeitrag laut BMWi-Plan mit dem europäischen System (ETS) kompatibel und würde dieses ergänzen. Ob dies tatsächlich zu erwarten war oder ob der deutsche Klimabeitrag auf europäischer Ebene durch gegenteilige Effekte ausgehebelt worden wäre, war allerdings umstritten (siehe unten).

## Auswirkungen

### Auswirkung auf die Merit-Order und den Strompreis
Der Effekt der CO2-Einsparungen sollte hauptsächlich auf Verschiebungen innerhalb der Merit-Order beruhen: Kraftwerke mit hohem spezifischem CO2-Ausstoß sollten nach Ausschöpfung des Freibetrages in der Merit-Order nach hinten gedrängt werden und seltener laufen; Kraftwerke mit niedrigerem spezifischem CO2-Ausstoß sollten vorrücken und deshalb häufiger laufen.
Strittig war, wie stark sich der Klimabeitrag auf den Strompreis auswirken würde: Nach Einschätzungen des BMWi, basierend auf Modellrechnungen, wären die Verschiebungen in der Merit Order nur geringfügig gewesen, und deshalb wäre ein Strompreisanstieg von nur etwa 0,2 Ct/kWh (= 2 €/MWh) zu erwarten gewesen. Das Deutsche Institut für Wirtschaftsforschung (DIW) prognostiziert durch die Abgabe einen Anstieg des Strompreises von etwa 0,29 Cent/kWh bis 2020. RWE führt als Argument gegen den Klimaschutzbeitrag ins Feld, dass der Strompreis deutlich stärker steigen könnte und rechnete mit mindestens zusätzlichen 5 €/MWh.
Umstritten war weiterhin, welche Folgen der Preisanstieg für den Markt, die Kraftwerksbetreiber und die Verbraucher haben würde: Wirtschaftsverbände wie der Verband der Chemischen Industrie oder die Industrie- und Handelskammer befürchten, dass vor allem auch die energieintensive Industrie in Deutschland Wettbewerbsnachteile hätte. Im Jahr 2015 waren die Großhandelspreise von Strom allerdings auf einem sehr niedrigen Niveau, was auch dazu führt, dass Kraftwerksbetreiber wie RWE oder EnBW weniger einnahmen. Das DIW sah deshalb eine Stabilisierung der Großhandelspreise für Strom als notwendig an und empfahl eine Abschaltung von ca. 3 GW Steinkohle und 6 GW Braunkohle. Neben der Reduktion von 23 Mio. t CO2-Emissionen würden so gleichzeitig Überkapazitäten abgebaut und die Großhandelspreise für Strom steigen. Dies würde die Wirtschaftlichkeit des verbleibenden Kraftwerksparks verbessern und auch die EEG-Umlage senken, da die Differenz zwischen den Börsenpreisen für Strom und den EEG-Vergütungssätzen kleiner würde. Eine Senkung der EEG-Umlage würde vor allem private Haushalte und Kleine und mittlere Unternehmen entlasten und so den Preisanstieg für diese Verbraucher mildern.

### Auswirkungen auf den Europäischen Emissionszertifikatehandel
Der deutsche Klimabeitrag sollte nach dem Konzept des BMWi mit dem EU-Emissionshandel (ETS) kompatibel sein und diesen ergänzen, obwohl oder gerade deshalb, weil der ETS in seiner jetzigen Form nicht die gewünschten Effekt gebracht hat und daher kein ausreichendes Instrument ist, die Klimaziele bis 2020 zu erreichen.
Strittig war, ob der deutsche Nationale Klimabeitrag auch auf europäischer Ebene tatsächlich die CO2-Bilanz verbessern würde:
Das BMWi prognostizierte eine Reduktion der Gesamtemissionen innerhalb des ETS durch den Klimabeitrag. Gleichzeitig argumentierte das BMWi, durch die zusätzlichen ETS-Zertifikate, die bei Überschreitung des Freibetrages fällig geworden wären, wäre die Nachfrage nach Zertifikaten gestiegen. Auswirkungen auf den Preis seien aber wegen des hohen Überschusses nicht zu erwarten.
Demgegenüber argumentierte RWE, dadurch dass deutsche Kraftwerksblöcke wegen der Zusatzabgaben stillgelegt würden, bliebe die gewünschte Steigerung der Nachfrage nach Zertifikaten aus. Die Zertifikationsmenge im ETS bliebe unverändert, die Folge sei eine Verlagerung von Emissionen ins Ausland. Auch der Bundesverband der Deutschen Industrie (BDI) befürchtete, dass in Europa in Summe kein CO2 eingespart würde.
Nach Einschätzung der Beratungsgesellschaft Enervis wäre der CO2-Minderungseffekt durch Verlagerung der Kohleverstromung ins Ausland deutlich reduziert worden, brutto verblieben von den in Deutschland erzielten CO2-Einsparungen etwa die Hälfte.

### Auswirkungen auf die Wirtschaftlichkeit der Kraftwerke
Es war eine gewünschte Wirkung des Klimabeitrags, die Einsatzhäufigkeit – und somit die Wirtschaftlichkeit – von Kohlekraftwerk zu mindern und im Gegenzug die von Gaskraftwerken zu verbessern.

#### Gaskraftwerke
Moderne, emissionsarme Gaskraftwerke würden von der oben erklärten Verschiebung in der Merit-Order profitieren, häufiger zum Einsatz kommen und somit ihre Wirtschaftlichkeit verbessern. Hierdurch sollte auch der Entwicklung der letzten Jahre entgegengewirkt werden, in denen viele Gaskraftwerke infolge des niedrigen Strompreises nur selten zum Einsatz kamen und insgesamt nicht profitabel arbeiteten. Viele Betreiber hatten unter diesen Bedingungen Investitionen in neue Gaskraftwerke ausgeschlossen oder sogar Stilllegungen von bestehenden Gaskraftwerken angekündigt.
Ein positiver Nebeneffekt der vermiedenen Stilllegung von Gaskraftwerken wäre der damit verbundene Beitrag zur Aufrechterhaltung der notwendigen Regelreserve für die Stromnetze. Gaskraftwerke sind aufgrund ihrer flexiblen Einsatzweise und ihrer niedrigen Fixkosten als Kapazitätsreserve besonders gut geeignet.

#### Kohlekraftwerke
Strittig ist, wie gravierend die negativen Auswirkungen auf die Wirtschaftlichkeit der betroffenen Kohlekraftwerke, insbesondere Braunkohlekraftwerke, und der damit verknüpften Wirtschaft gewesen wären:
Laut BMWi wurde die Höhe des Freibetrages und der Abgabe so bemessen, dass alle Kohlekraftwerksblöcke – auch die alten – weiterhin einen positiven Deckungsbeitrag erwirtschaften könnten. Somit wären in der Konsequenz keine Stilllegungen von Kraftwerksblöcken und somit auch keine Stilllegungen von dazugehörigen Tagebauen zu erwarten gewesen. Eine dauerhafte Stilllegungen von Blöcken oder gar ein kompletter Kohleausstieg sei nicht beabsichtigt gewesen; es solle lediglich die Anzahl der Betriebsstunden reduziert werden. Die Versorgungssicherheit im Stromnetz und die Arbeitsplätze in der Kohleindustrie sollen erhalten bleiben.
Demgegenüber gaben die Kraftwerksbetreiber RWE und MIBRAG an, durch die Zusatzabgabe wären für den Großteil der deutschen Braunkohlekraftwerksblöcke ab 2017 kein rentabler Betrieb mehr möglich gewesen. Es wären kurzfristige Stilllegungen von Kraftwerken zu erwarten gewesen, und in der Folge wären auch die Tagebaue akut bedroht gewesen. Auch die Gewerkschaft IG BCE kam auf Basis von Berechnungen der Investmentbank Lazard zu dem Ergebnis, dass durch den Klimabeitrag die meisten deutschen Braunkohleblöcke und damit auch die Tagebaue unprofitabel geworden wären und von der Stilllegung bedroht gewesen wären. Die IG BCE kritisierte, die Prognosen des BMWi gingen von einem unrealistisch hohen Strompreis aus, die Ergebnisse seien deshalb falsch gewesen.

## Bewertung und Diskussion
Die Pläne für den Klimabeitrag riefen in den Tagen und Wochen nach ihrer Vorstellung gemischte Reaktionen hervor und entfachte eine kontroverse Diskussion um die Auswirkungen.

### Positiv
In einem offenen Brief an die Bundeskanzlerin argumentierten die 50 Unterzeichner, darunter vornehmlich Kommunalpolitiker aus den Kohlerevieren, dass ein Kohleausstieg in Deutschland langfristig im Zuge der Energiewende erfolgen müsse und es diesen zu gestalten gelte. Wörtlich heißt es: „Wer die allmähliche Drosselung der ältesten Kohlekraftwerke heute verhindert, nimmt in Kauf, dass der Kohleausstieg die Regionen und Arbeitnehmer zu einem späteren Zeitpunkt umso abrupter und schmerzhafter trifft.“
Viele Umweltpolitiker, insbesondere aus der SPD, aber auch von den Grünen, stärkten Minister Gabriel den Rücken gegen die Kritik, allen voran Bundesumweltministerin Barbara Hendricks (SPD), aber auch einige Landesumweltminister wie etwa Robert Habeck (Grüne) aus Schleswig-Holstein oder Stefan Wenzel (Grüne) aus Niedersachsen. Auch das Umweltbundesamt verteidigte den Vorschlag.
Grundsätzliche Zustimmung zum Klimabeitrag kam von vielen Umwelt- und Klimaschutzorganisationen wie Greenpeace, WWF, BUND oder NABU. Diese begrüßten die Abgabe mehrheitlich als Schritt in die richtige Richtung. Viele kritisierten aber gleichzeitig, der Beitrag gehe nicht weit genug; erforderlich sei kurz- bis mittelfristig ein vollständiger Kohleausstieg. Greenpeace beauftragte eine Agentur die Folgen des Klimaschutzbeitrags abzuschätzen. Ähnlich bewerteten Politiker der Grünen den Vorschlag.
Positive Reaktionen erhielt der Vorschlag auch von einigen Umwelt- und Wirtschaftswissenschaftlern: So veröffentlichte beispielsweise das Forum Ökologisch-Soziale Marktwirtschaft eine Unterstützungserklärung von 50 Wissenschaftlern. Die Initiative Agora Energiewende der Stiftung Mercator veröffentlichte zur Unterstützung ein Hintergrundpapier zu den wirtschaftlichen Auswirkungen. Das Deutsche Institut für Wirtschaftsforschung (DIW) äußerte positive Erwartungen hinsichtlich der Wirkung auf den deutschen Strommarkt.
Der Bundesverband Erneuerbare Energie (BEE) sowie weitere Branchenverbände wie der Bundesverband Windenergie (BWE) befürworteten die Klimaabgabe als das kostengünstigere Instrument im Vergleich zu anderen Alternativen.
Ebenfalls positiv reagierte die Mehrheit der Stadtwerke, die vielfach moderne Gaskraftwerke betreiben. In einem Brief von etwa 80 Stadtwerken an das BMWi schreiben diese, dass derzeit „aufgrund der niedrigen Strommarkt- und CO2-Preise nur abgeschriebene und CO2-intensive Kraftwerke auf Braun- oder Steinkohlebasis wirtschaftlich betrieben werden“ können. Die Stadtwerke geben an, hinter der Energiewende zu stehen und daher auch in flexible und hocheffiziente konventionelle Kraftwerke zu investieren. Sollten jedoch Braun- und Steinkohlekraftwerke Marktvorteile haben, werde „es keine zukünftigen Investitionen in moderne Kraftwerkstechnik mehr geben. Auch hier eröffnet der Klimabeitrag Chancen, den Umbau des Kraftwerksparks voranzutreiben.“
Positiv bewertete den Klimaschutzbeitrag auch Frank Mastiaux, der Vorstandsvorsitzende des Energiekonzerns EnBW, der keine Braunkohlekraftwerke betreibt. Er bezeichnete den Klimaschutzbeitrag in einer Stellungnahme als eine „ausgewogene und effiziente Lösung“ auch wenn die „wirtschaftlichen Effekte auf einzelne Anlagen beträchtlich“ seien. Andere Lösungen zum Erreichen der Klimaziele seien volkswirtschaftlich betrachtet teurer.
Der Sachverständigenrat für Umweltfragen nannte den Klimaschutzbeitrag Ende Juni 2015 „wegweisend und innovativ“. Der Rat sprach sich für einen Kohlekonsens aus und forderte die Gestaltung eines Kohleausstiegs in einem Thesenpapier.
Das Deutsche Institut für Wirtschaftsforschung (DIW) stellte im Juni 2015 eine Studie zum Klimabeitrag vor. Auftraggeber der Studie ist die Heinrich-Böll-Stiftung und die European Climate Foundation. Nach den Berechnungen des Instituts würde der Strompreis durch die Abgabe sehr moderat um 0,29 Cent/kWh bis 2020 steigen. Aufgrund dieser Preissteigerung würde die Mehrheit der Energieversorger von der Einführung der Abgabe durch Mehreinnahmen von rund 450 Millionen Euro profitieren. Das DIW schreibt: „Da der Klimabeitrag zu geringeren Volllaststunden der bestehenden Kraftwerke führt, sind keine negativen Beschäftigungseffekte zu befürchten. Ebenso wenig führt das Instrument zu einem Dominoeffekt, d. h. der verstärkten Schließung von Kraftwerke und zugehörigen Tagebauen. Auch eine Produktionsverlagerung der energieintensiven Industrie ins Ausland ist nicht zu befürchten; die Großhandelsstrompreise sind auch mit dem Klimabeitrag niedriger als in den vorherigen Jahren.“ Als alternatives Konzept führt das DIW auch die „ordnungsrechtliche Vorgabe von Emissionsgrenzwerten (engl. emission performance standards, EPS)“ an. Mit Bezug zu einem weiteren alternativen Vorschlag durch die IG BCE schreibt das DIW: „Die von der IG BCE vorgeschlagene „Kapazitätsreserve für Versorgungssicherheit und Klimaschutz“ (KVK) entspricht einer teuren „Abwrackprämie“ für besonders alte Kraftwerke; sie ist aufgrund bestehender Überkapazitäten weder energiewirtschaftlich sinnvoll noch effektiv bzgl. der Klimaschutzziele.“

### Negativ

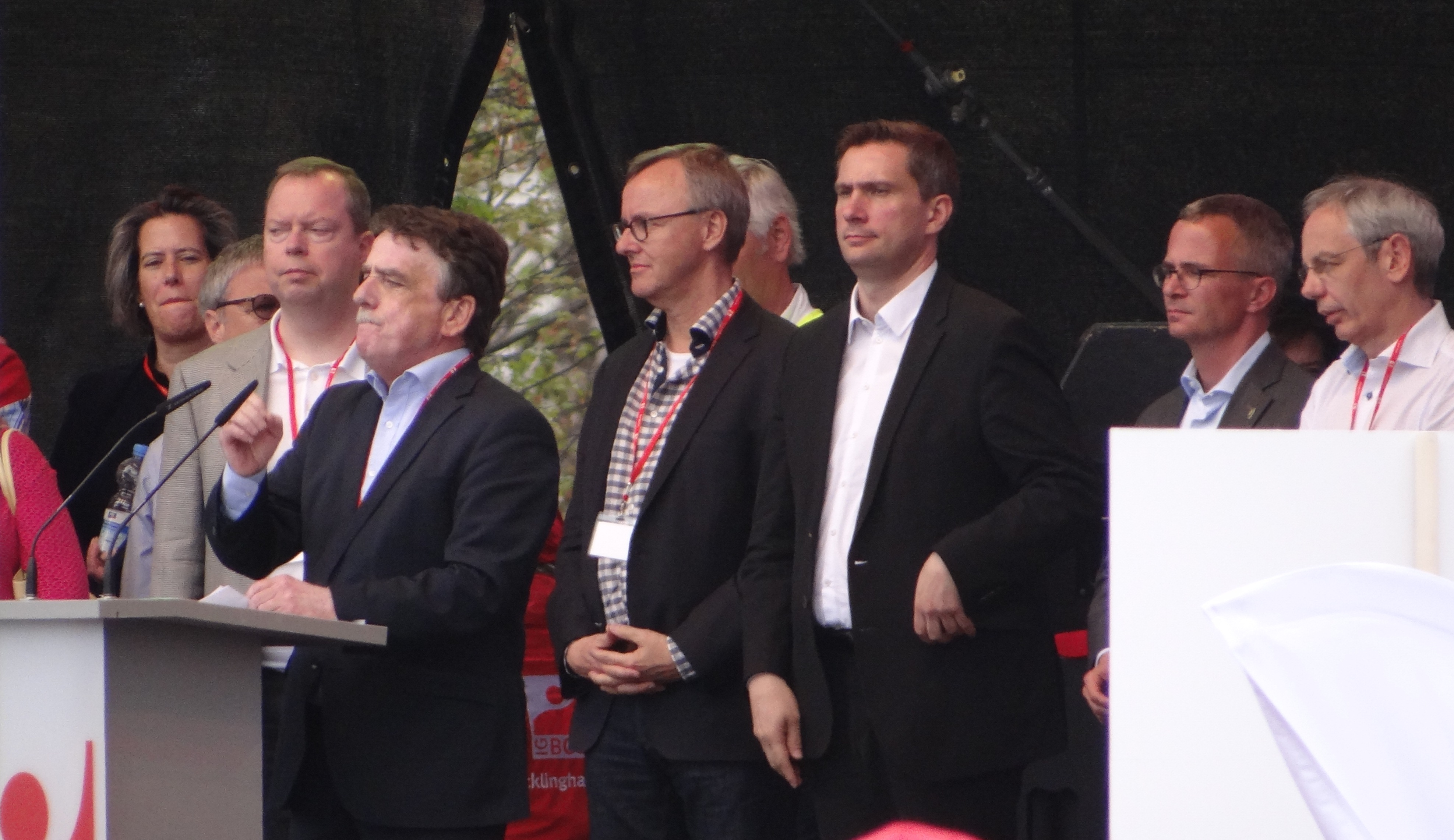
Landesminister (Groschek, Dulig und Gerber), Gewerkschafter und RWE-Manager bei einer Kundgebung gegen den Klimabeitrag

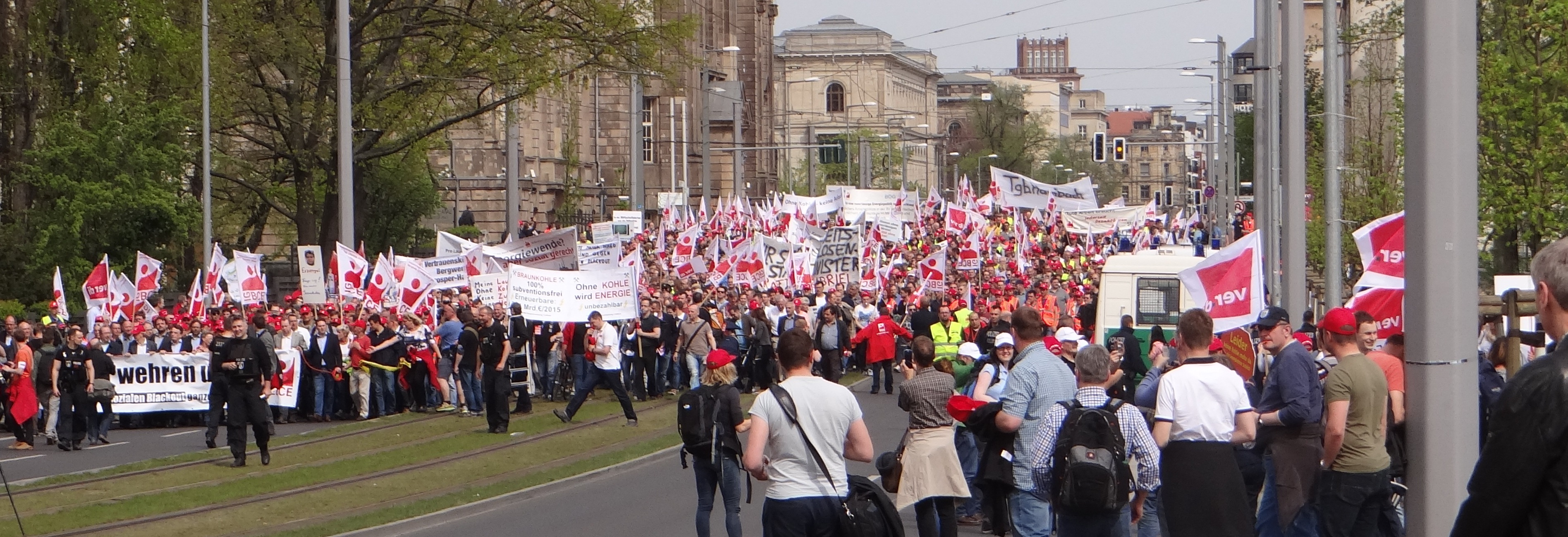
Gewerkschafts-Demonstration am 25. April 2015 in Berlin

Kritik zum Inhalt des Vorschlags aber auch zur Art und Weise seiner Vorstellung kam von Gabriels Koalitionspartner in der Bundesregierung, der CDU/CSU. Führenden Vertretern, insbesondere aus dem wirtschaftspolitischen Flügel der Unionsparteien (darunter u. a. Armin Laschet, Michael Fuchs, Georg Nüßlein, Joachim Pfeiffer, Thomas Bareiß) beklagten, der Vorschlag des BMWi sei nicht innerhalb der Regierungskoalition abgestimmt. Er koste Arbeitsplätze und schade der Wirtschaft. Sie forderten Erklärungen und Nachbesserungen.
Bedenken rief der Plan in den von der Braunkohlewirtschaft profitierenden Bundesländern, Landkreisen, Städten und Gemeinden hervor. Zahlreiche Landes- und Kommunalpolitiker, vielfach auch Politiker der SPD und vereinzelt sogar der Grünen, zeigten sich besorgt wegen des zu erwartenden Verlustes von Arbeitsplätzen und Wirtschaftskraft und wegen eines möglichen Strukturbruches. Kritisch äußerte sich u. a. die Mehrheit der Wirtschaftsminister der betroffenen Länder, darunter Martin Dulig (SPD, Wirtschaftsminister in Sachsen), Albrecht Gerber (SPD, Wirtschafts- und Energieminister in Brandenburg), Garrelt Duin (SPD, Energie- und Wirtschaftsminister in Nordrhein-Westfalen), Michael Groschek (SPD, Bau- und Verkehrsminister in NRW) und Hermann Onko Aeikens (CDU, Minister für Landwirtschaft und Umwelt in Sachsen-Anhalt).
Kritik am Klimabeitrag übten auch die Kohlekraftwerksbetreiber: Der Bundesverband der Energie- und Wasserwirtschaft (BDEW) verwies auf die bereits erbrachten Anstrengungen seitens der Energiewirtschaft und warnte vor den negativen Auswirkungen, die eine einseitige Belastungen eines einzelnen Energieträgers auf Arbeitsplätze und Strukturen ganzer Bundesländer haben könnte. Viele Beschäftigte – bis hin zur Führung – der Kraftwerksbetreiber, darunter RWE, MIBRAG, Vattenfall Europe, E.ON und die Steag, beteiligten sich am Protest gegen die Klimaabgabe. RWE und MIBRAG warnten, die Abgabe hätte voraussichtlich kurzfristig die Stilllegung zahlreicher Kraftwerksblöcke und mittelfristig auch von Tagebauen zur Folge. Der Klimabeitrag bedrohe die gesamte Braunkohleindustrie in ihrer Existenz.
Kritisch äußerten auch der Verband der Industriellen Energie- und Kraftwirtschaft (VIK), der Bundesverband der Deutschen Industrie (BDI), der Bundesverband der Energie-Abnehmer, der Verband der Chemischen Industrie (VCI), die Vereinigung Rohstoffe und Bergbau (VRB) und die nordrhein-westfälische Industrie- und Handelskammern. Man befürchtet Nachteile durch steigende Strompreise für die deutsche Industrie insgesamt sowie negative Auswirkungen auf die regionale Wirtschaft durch den Wegfall der Braunkohleindustrie als Arbeit- und Auftraggeber.
Ebenfalls ablehnend reagierten wegen der angeblichen Arbeitsplatzverluste und wegen des befürchteten Strukturbruchs in den betroffenen Regionen die Gewerkschaften, insbesondere die Industriegewerkschaft Bergbau, Chemie, Energie (IG BCE) und die Vereinte Dienstleistungsgewerkschaft (ver.di), aber auch die IG Metall. Am 25. April 2015 organisierten die Gewerkschaften unter dem Motto „Wir wehren uns! Gegenden sozialen Blackout ganzer Regionen!“ eine Demonstration in Berlin, an der etwa 15.000 Menschen teilnahmen.